# Rosas antiguas
En el cultivo de las rosas de jardín una rosa antigua se define como cualquier rosa que pertenezca a una variedad existente con anterioridad a la introducción de la primera rosa moderna de jardín, la rosa 'La France', en 1867.
Términos alternativos para este grupo incluyen «rosa de la herencia» y «rosa histórica». En general, las rosas antiguas de jardín son de origen europeo o mediterráneo. Son arbustos leñosos de una sola floración, con flores fragantes, en particular de flor doble principalmente en tonos de blanco, rosa y rojo carmesí. Los arbustos de follaje tienden a ser altamente resistentes a las enfermedades, y generalmente florecen sólo de bastones (tallos) que se formaron en los años anteriores.
La introducción de la rosa china y de la rosa de té, aparecidas en el este de Asia alrededor del año 1800 dieron lugar a nuevas variedades de rosas antiguas de jardín que florecen en el nuevo cultivo, a menudo varias veces desde la primavera hasta el otoño (remontancia). 
La mayoría de las rosas antiguas de jardín se clasifican en uno de los siguientes grupos:
- Rosa x alba
- Bourbon
- Híbrido centifolia
- China
- Rosa x damascena
- Híbrido almizcleño
- Musgo
- Noisette
- Híbrido perpetuo
- Rosa de té